# Matej Maglica
Matej Maglica (* 25. September 1998 in Slavonski Brod) ist ein kroatischer Fußballspieler, der aktuell für den SV Darmstadt 98 in der 2. Bundesliga spielt.

## Karriere
Maglica begann in seiner kroatischen Geburtsstadt bei NK Marsonia Slavonski Brod mit dem Fußballspielen. 2015 kam er nach Deutschland und schloss sich der Jugendabteilung der TSG Backnang 1919 an. Nach einem Jahr in der A-Jugend rückte er dort 2016 in die Herrenmannschaft auf und spielte mit der TSG in der Verbandsliga. Am Ende seiner Debütsaison feierte er mit den Backnangern den Aufstieg in die Oberliga Baden-Württemberg. 2019 wechselte Maglica zum Oberliga-Konkurrenten 1. Göppinger SV.
Nach einer Saison in Göppingen verpflichtete ihn im Sommer 2020 der VfB Stuttgart für seine zweite Mannschaft in der Regionalliga Südwest. Dort wurde er Stammspieler und verlängerte seinen Vertrag mit den Stuttgartern im April 2021 vorzeitig. Am 6. November 2021 debütierte er für die erste Mannschaft des VfB Stuttgart am 11. Spieltag der Saison 2021/22 in der Bundesliga gegen Arminia Bielefeld. Am 3. Januar 2022 wechselte er auf Leihbasis zum Schweizer Erstligisten FC St. Gallen. Dort wurde Maglica nach guten Leistungen fest für die Saison 2022/23 verpflichtet.
Zur Saison 2023/24 machte der VfB Stuttgart von einer Rückkaufoption Gebrauch und verlieh Maglica unmittelbar an den Bundesligisten SV Darmstadt 98. Im Laufe der Saison gaben die Darmstädter die feste Verpflichtung von Maglica bekannt. Im Sommer 2024 stieg er mit den Darmstädtern in die 2. Bundesliga ab.